# 乾下駅
乾下駅（コンハえき、朝鮮語: 건하역）は朝鮮民主主義人民共和国慈江道満浦市にある駅で、満浦線に属する。 

## 隣の駅
満浦線
時中駅 - 乾下駅 - 満浦青年駅